# 210-я пехотная дивизия (вермахт)
210-я пехотная дивизия (нем. 210. Infanterie-Division) — тактическое соединение сухопутных войск вооружённых сил нацистской Германии периода Второй мировой войны.

## История
210-я пехотная дивизия была сформирована 10 июля 1942 года в 9-м военном округе как дивизия специального назначения для выполнения задач береговой обороны.
Штаб дивизии был передислоцирован в фюльке Финнмарк на севере Норвегии для командования прибрежными оборонительными установками в Киркенесе, Вардё, Вадсё, Варангер-фьорд и Тана-фьорд. Дивизия подчинялась командованию 20-й горной армии и параллельно охраняла тыл армии до тыловой зоны ответственности армии «Норвегия».
В течение 1943 личный состав дивизии привлекался к проведению карательных операций на оккупированных норвежских землях в поисках партизанских групп, которые управлялись из Советского Союза. В октябре 1944 года дивизию вывели из Финнмарка перед началом советской Петсамо-Киркенесской наступательной операции. К ноябрю 1944 она подчинялась армейской группе «Нарвик» и отвечала за береговую оборону Гарстада, островов Лофотен и Вестеролен. Дивизия оставалась на этих позициях до конца войны.

## Местонахождение
- с сентября 1942 по май 1945 (Норвегия)

## Подчинение
- 19-й горный армейский корпус 20-й горной армии (сентябрь 1942 — январь 1945)

## Командиры
- генерал-лейтенант Карл Винтергерст (10 июля 1942 — 15 февраля 1944)
- генерал-лейтенант Курт Эбелинг (15 февраля 1944 — 8 мая 1945)

## Состав
- 661-й крепостной батальон
- 662-й крепостной батальон
- 663-й крепостной батальон
- 664-й крепостной батальон
- 665-й крепостной батальон
- 210-й артиллерийский дивизион
- 210-й кавалерийский взвод
- 210-й отряд материального обеспечения